# Chicuasencuautla
Chicuasencuautla är en ort i Mexiko.   Den ligger i kommunen Xochitlán de Vicente Suárez och delstaten Puebla, i den sydöstra delen av landet, 170 km öster om huvudstaden Mexico City. Chicuasencuautla ligger 1 072 meter över havet och antalet invånare är 324.
Terrängen runt Chicuasencuautla är huvudsakligen kuperad, men västerut är den bergig. Terrängen runt Chicuasencuautla sluttar norrut. Runt Chicuasencuautla är det ganska glesbefolkat, med 43 invånare per kvadratkilometer. Närmaste större samhälle är Olintla, 15,0 km norr om Chicuasencuautla. I omgivningarna runt Chicuasencuautla växer huvudsakligen savannskog.